# وادا پاو
همبرگر وادا پاو، یک غذای سریع غذای گیاهی است که بومی در هندوستان واقع در ماهاراشترا است. مواد غذایی موجود در این فهرست که شامل پوره سیب زمینی سرخ شده در آرد نخود است و در نان‌های گرد سرو می‌شود. این ساندویچ خوشمزه معمولاً دارای چاشنی چات نی و تمر هندی است. این مواد غذایی به عنوان غذای خیابانی ارزان در بمبئی تولید می‌شود، اما در حال حاضر در فروشگاه‌های مواد غذایی و رستوران‌ها در سراسر هند عرضه می‌شود.

## تاریخچه
این باور وجود دارد که این اسنک در سال ۱۹۶۶ توسط یک فرد ساکن بمبئی به نام اشتوک وایدیا اختراع شده‌است، کسی که اولین جایگاه فروش وادا پاو را روبروی ایستگاه قطار دادار تأسیس کرد، جایی که صدها کارمند که معمولاً به دنبال اسنکهای سریع و ارزان بودند هرروزه از آن عبور می‌کردند تا به کارخانه‌های نساجی حومهٔ شهر مانند Parel و Worli برسند. وادا پاو یک اتفاق شدید و سریع در بمبئی بود. وایدیا همچنان به عنوان یکی از نمادهای بمبئی باقی می‌ماند؛ حتی یکی از روزنامه نگاران محلی مستندی در مورد او ساخت که Vada Pav Inc نام دارد. پس از آنکه اعتصابات دهه‌های ۱۹۷۰ و ۱۹۸۰ در پایان باعث تعطیلی کارخانه‌های نساجی شد، بسیاری از کارکنان سابق این کارخانه‌ها جایگاه‌های فروش وادا پاو را زدند که این امر با تشویق دست راست فعالیت‌های سیاسی استان ماهاراشترا یعنی شیو سنا انجام شد."پس از آن، وادا پاو یک همکاری را با شیو سنا آغاز کرد تا یک جایگزین ماهاراشتری برای غذاهای موجود اودوپی معرفی شود که در آن زمان از محبوبیت بسیار زیادی برخوردار بود.

## نگارخانه

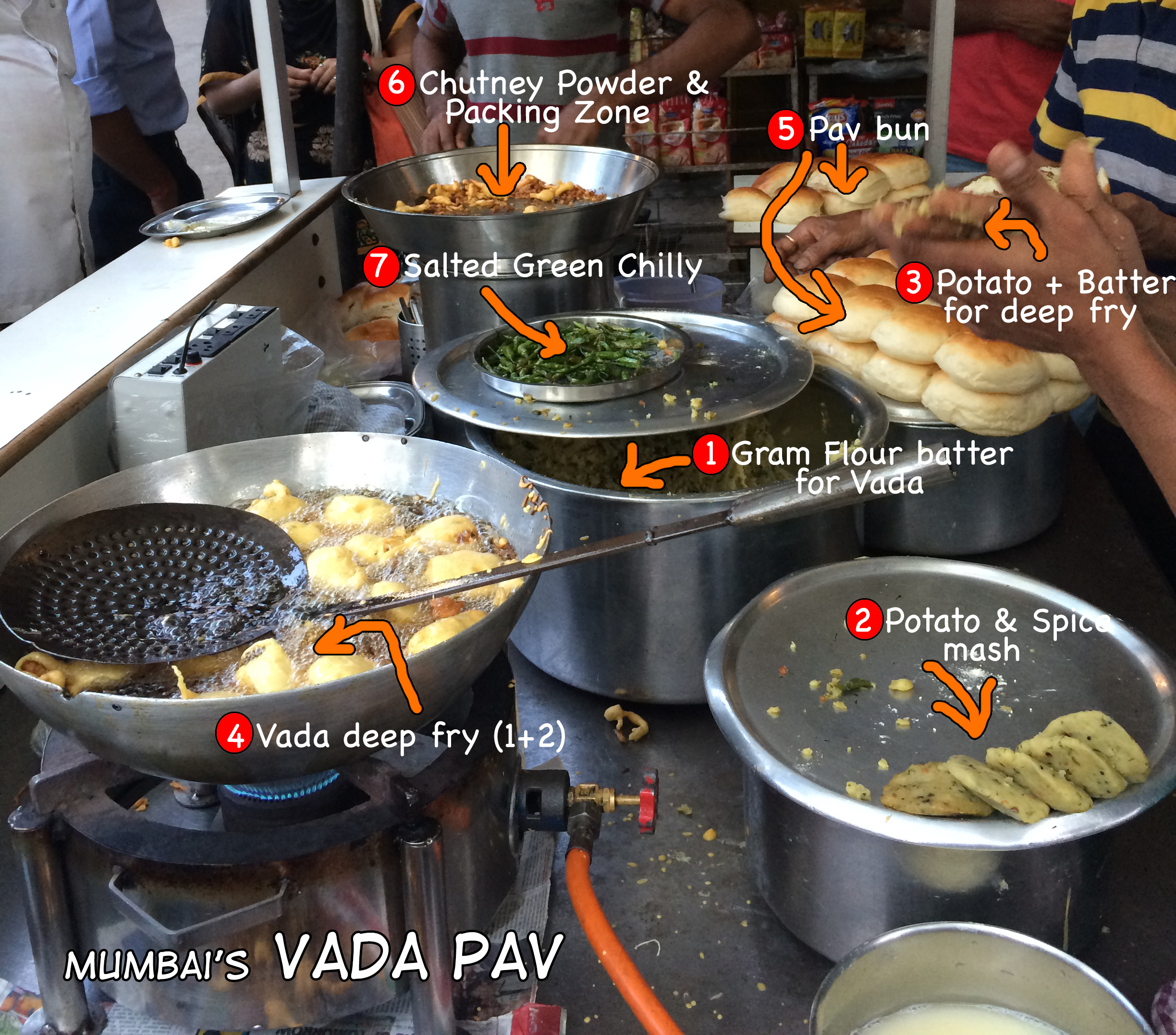
بمبئی Vada Pav
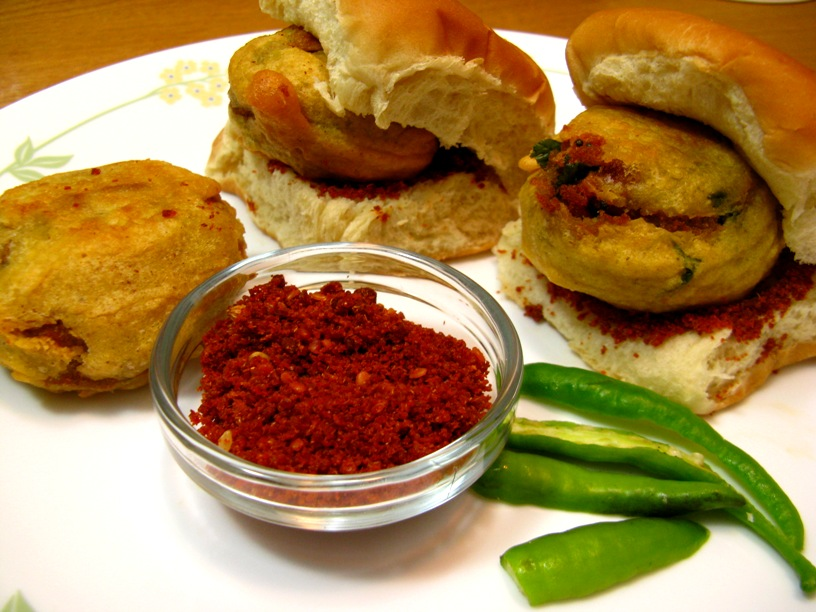
وادا پاول
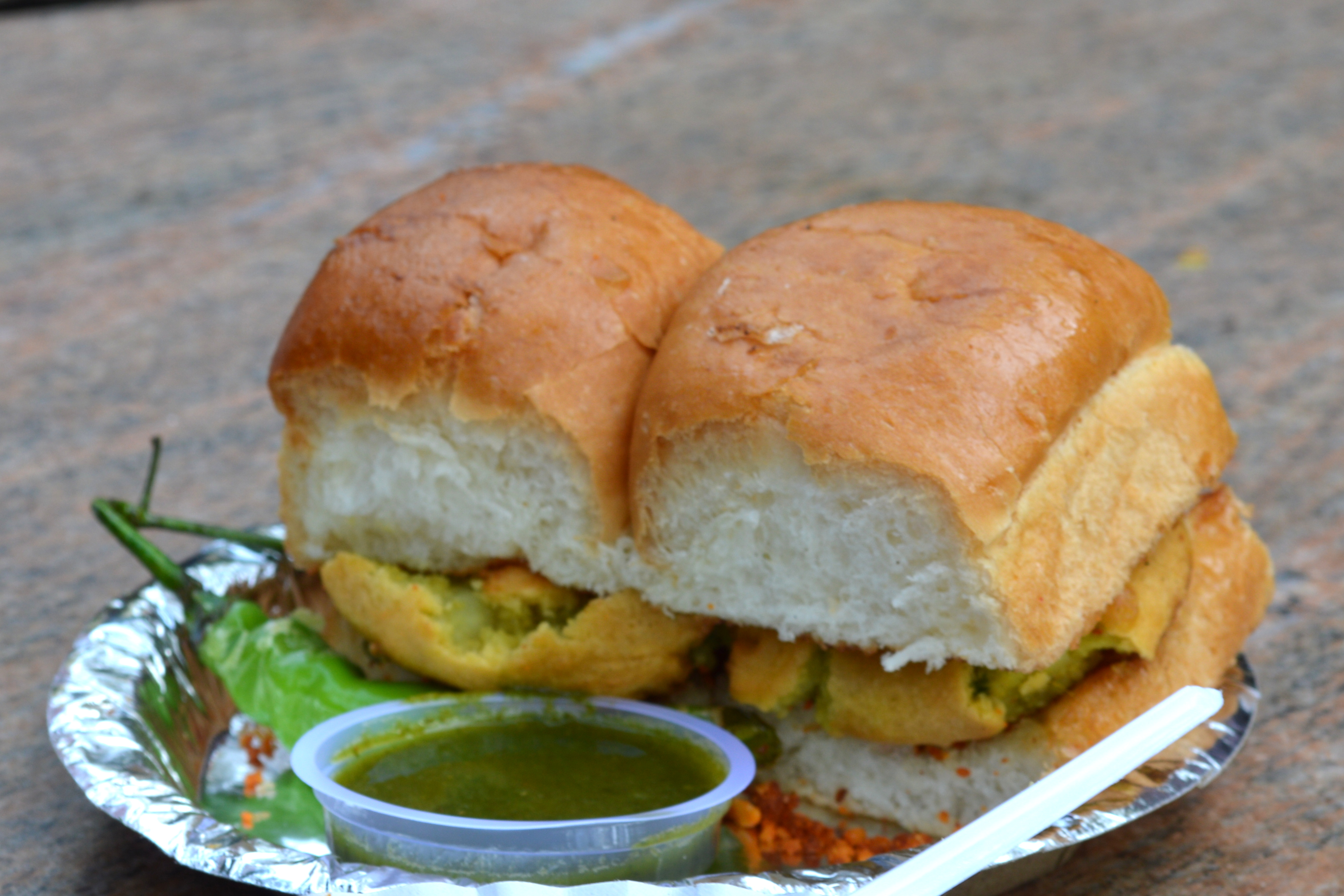
Vada پاک با یک طرف چتر سبز چیپس سیر چیده شده‌است
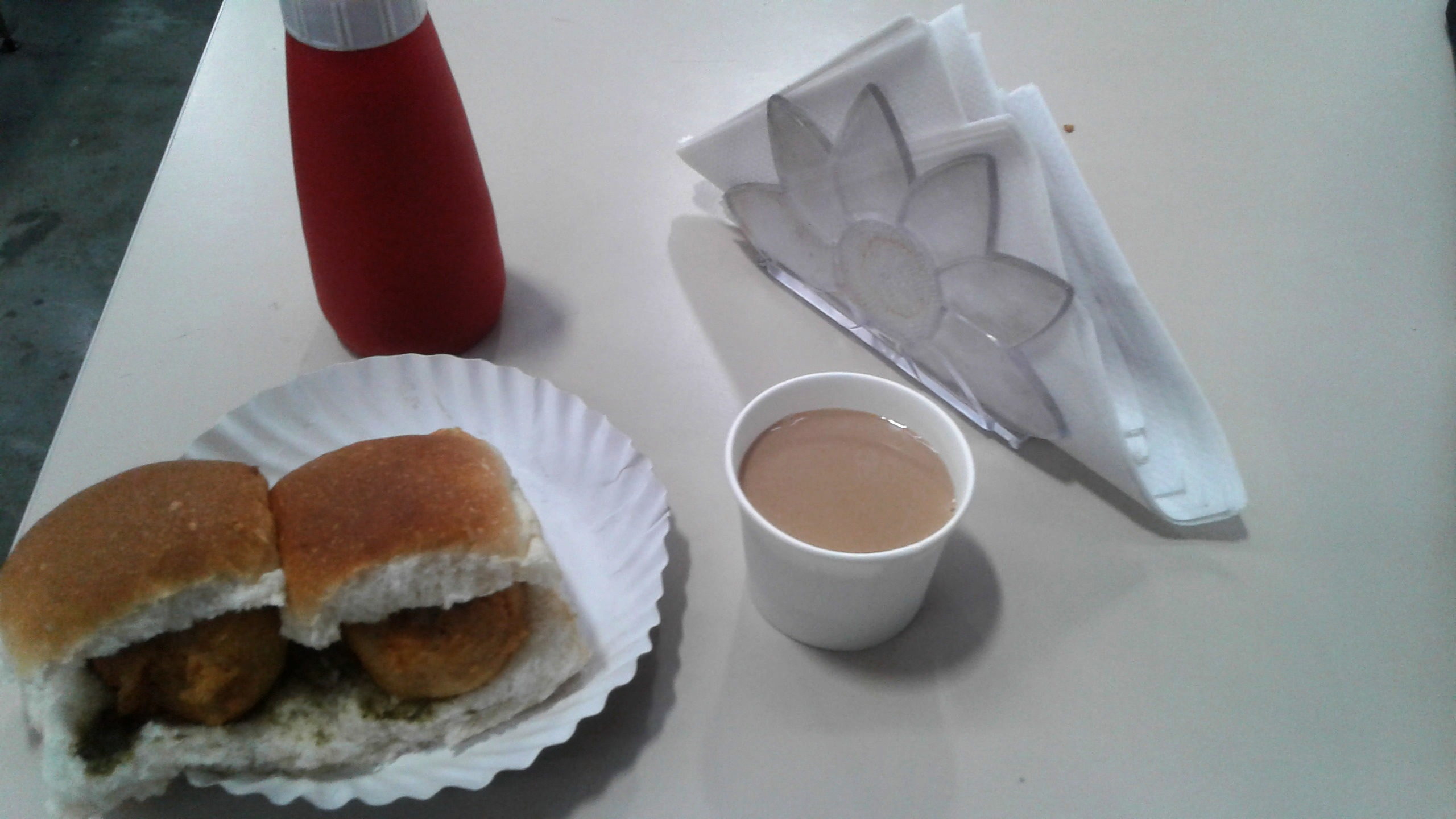
Vada Pavu در میسور